# St Teath
St Teath – wieś w Anglii, w Kornwalii. Leży 78 km na północny wschód od miasta Penzance i 339 km na zachód od Londynu.